# The Disposable Heroes of Hiphoprisy
The Disposable Heroes of Hiphoprisy was een Amerikaanse industrial rapgroep die actief was in het begin van de jaren '90. 
De groep werd opgericht in 1990 door Michael Franti en Rono Tse, die eerder samenwerkten in de groep Beatnigs. Gitarist Charlie Hunter sloot zich bij de groep aan. 
The Disposable Heroes of Hiphoprisy gebruikte sampling en scratching en invloeden van rock en jazz in de muziek. De band is bekend om haar sterk politieke teksten. De groep had sterke persoonlijke, artistieke en politieke banden met Meat Beat Manifesto en Consolidated.
Het debuutalbum Hypocrisy Is the Greatest Luxury uit 1992 bevatte nummers over de massamedia, homofobie en rassendiscriminatie. De plaat werd een culthit en was populair bij de dj's van de VPRO, maar werd geen commercieel succes.
In 1993 maakte de groep een album met Beat Generation-schrijver William Burroughs, Spare Ass Annie and Other Tales. Dit album wijkt sterk af van de debuutplaat omdat de groep hier achtergrondmuziek verzorgt bij de door Burroughs gesproken teksten uit zijn boeken. Kort daarop viel de groep uit elkaar. Franti richtte vervolgens de groep Spearhead op. 